# Kryoneurolyse
Die Kryoneurolyse wird auch als Kryodenervierung, Kryoanalgesie oder Nervenvereisung bezeichnet und ist ein medizinischer Eingriff, bei dem die Weiterleitung der Nervenimpulse sowohl von zentral in die Peripherie als auch von der Peripherie in Richtung des ZNS unterbrochen wird. Bei diesem Eingriff wird eine dünne Sonde an den zu behandelnden sensiblen Nerv geführt, dieser durch Kälte geschädigt und somit die Schmerzweiterleitung unterbrochen. Dies ist für einen breiten Einsatz von Schmerzsituationen geeignet.
Die Unterbrechung der Schmerzweiterleitung an sensiblen peripheren Nerven wirkt für einen Zeitraum von mehreren Monaten bis zu zwei Jahren. Mit der Kryoneurolyse wird eine zeitlich begrenzte Unterbrechung der Nervenfunktion bei Schmerzen durch Nervenengpass-Syndrome, Neuralgien und Neurome erreicht.

## Wirkungsweise
Die an der Kryo-Sonde erzeugte Kälte von ca. −70 °C führt am sensiblen Nerv (bestehend aus Axonen, umgeben von Endoneurium, Perineurium und Epineurium und zusätzlich bei myelinisierten Nerven von den Schwannschen Zellen) zu einer Degeneration der Nervenfasern, ohne dass die bindegewebigen Hüllen beeinträchtigt werden. Deshalb ist eine vollständige Erholung der Nervenfunktion nach Monaten gegeben.

## Geschichte
Der Einsatz von Kälte zur Schmerzreduktion und zur Verminderung von Entzündungsreaktionen wird schon seit der Antike (Hippokrates) beschrieben. In den Napoleonischen Kriegen konnten Amputationen von unterkühlten Gliedmaßen der Soldaten schmerzreduziert durchgeführt werden. 1899 erfolgte der erste medizinische Einsatz von Kälte. 1950 wurde erstmals Flüssigstickstoff genutzt. Die erste Kryo-Sonde kam 1961 mit Stickstoff zum Einsatz (−190 °C). 1967 setzte der Augenarzt Amoils erstmals Kohlenstoffdioxid (CO2) und Lachgas (N2O) mit ca. −70 °C bei Augenoperationen ein.

## Geräte
Der heute übliche Einsatz bei der Kryoneurolyse nutzt überwiegend Kohlendioxid, seltener Lachgas, um an einer Sondenspitze eine Temperatur von – 70 °C zu erreichen. Die Sonde selbst kann unterschiedliche Durchmesser haben und ist etwa so dick wie eine Bleistiftmine. Innerhalb der Sonde sind kleine Kapillarröhrchen, in denen sich das Gas entspannen kann und (über den Joule-Thomson-Effekt) der Umgebung Wärme entzieht. Die Sonde wird an den betroffenen Nerv geführt und dort für 2–3 Minuten unter Kälteeinwirkung belassen. In der Regel verschwindet der ursprüngliche Schmerz innerhalb von 90 Sekunden.